# Marie Cau
Pour l’article ayant un titre homophone, voir Mariko.
Pour les articles homonymes, voir Cau.
Marie Cau, née le 27 octobre 1965 à Roubaix, est une femme politique, ingénieure et dirigeante d'entreprise française. Elle est connue pour être la première femme transgenre élue maire en France, en 2020 à Tilloy-lez-Marchiennes.

## Biographie
Marie Cau naît en 1965 à Roubaix.
Elle fait des études agricoles et horticoles et devient ingénieure en informatique avant de se reconvertir en ouvrant une entreprise en conseil informatique, dont elle est la dirigeante.
Aux élections municipales de 2020, Marie Cau mène la liste « Décider ensemble » à Tilloy-lez-Marchiennes dans le Nord, qui obtient plus de 63,5 % des votes lors du premier tour. Elle est élue maire au conseil municipal du 23 mai à l'unanimité moins une (14 votes en faveur et 1 nul),. Elle succède à Jean-Luc Bot, maire pendant vingt ans de ce village de 550 habitants. Première personne transgenre élue à ce poste en France, son élection provoque un engouement médiatique international,.
En mars 2021, Marie Cau annonce sa candidature à l'élection présidentielle de 2022 dans La Voix du Nord. Elle souhaite se positionner en-dehors de l'échiquier droite-gauche et présente un programme reposant sur le social, la solidarité et une économie libérale. Elle se qualifie de « symbole d’une normalité possible  », et refuse la qualification de militante de la cause LGBT, mais soutient plusieurs demandes de celle-ci, comme la gestation pour autrui (GPA). Elle recueille 8 parrainages d'élus validés par le Conseil constitutionnel.
Aux élections européennes de 2024, elle figure en 4e position sur la liste « PACE - Parti des citoyens européens, pour l'armée européenne, pour l'Europe sociale, pour la planète ! », une liste fédéraliste européenne conduite par Audric Alexandre.
Elle annonce sa démission de son mandat de maire le 14 janvier 2025.

## Vie personnelle
En 2020, il est mentionné que Marie Cau habite Tilloy-lez-Marchiennes depuis vingt ans et a trois enfants.

## Publication
- Madame le Maire, Fayard, 2022, 216 p. (ISBN 978-2-2137-2047-0).